# Angels Toruń 2019
Questa voce raccoglie le informazioni riguardanti gli Angels Toruń nelle competizioni ufficiali della stagione 2019.

## Roster
| Roster degli Angels Toruń (2019) |
| --- |
| Quarterback - 5 Mateusz Frela - 12 Matthew Tyler Kershey - 14 Bartosz Wegner QB/WR Running Back - 4 Jakub Sędal - 10 Rafał Mierzejewski - 21 Milan Pilarski - 44 Filip Klause - 49 Paweł Matlakiewicz Wide Receiver - 3 Stanisław Polaszek - 6 Hubert Pińczak - 8 Jakub Dobreniecki - 17 Michał Górecki - 18 Szymon Pawlak - 27 Radosław Trojanowski - 34 Mariusz Dekondy - 37 Piotr Fafiński - 80 Michał Dąbrowski - 93 Jakub Węgrodzki Tight End - 11 Rafał Kaleta - 33 Piotr Brzoska - 78 Eryk Burczyński Offensive Linemen - 5 Damian Grzelak OL/RB - 57 Kacper Chmura - 66 Dariusz Nowak - 69 Łukasz Melerski - 70 Bartosz Sarnecki - 70 Adrian Majchrzak - 71 Mateusz Przymorski - 75 Marcin Kobielak - 76 Marcin Mosakowski - 79 Radosław Zdrojkowski Defensive Linemen - 22 Paweł Juszczak - 44 Arkadiusz Ciarka - 56 Dariusz Szylkowski - 56 Michał Jeżewski - 67 Aleksander Tsiakala - 88 Adam Jendrych DL/RB - 97 Eryk Marcinkowski - 97 Grzegorz Węgrodzki - 98 Miłosz Wróblewski - 99 Paweł Potyra Linebacker - 28 Dawid Ossowski - 44 Tomasz Chlebosz - 45 Bartłomiej Szeląg - 52 Kacper Cyranowicz - 53 Sebastian Jasiak - 56 Dawid Gajewski LB/RB Defensive Back - 1 Jarosław Szylkowski - 2 Maksymilian Roszak - 2 Wojciech Duklas - 9 Łukasz Chlebosz - 10 Kamil Płocki DB/WR - 10 Jakub Kapiwąs - 12 Aly Samer - 13 Miłosz Piotrowski - 24 Marek Kucharski - 29 Tomasz Goździk - 32 Krzysztof Mausolf - 39 Maciej Biesiadziński - 67 Mateusz Kruszczyński - 98 Jakub Pecyna Special Team , * 20 Patryk Gabrychowicz - 52 Kamil Mistrzak nella squadra d'allenamento Coaching staff Matthew Tyler Kershey (HC) |

## Liga Futbolu Amerykańskiego 2 2019

### Stagione regolare
| Toruń 8 giugno 2019, ore 19:00 | Angels Toruń | 38 – 7 (6-0 6-0 26-0 0-7) referto | Białe Lwy Gdańsk | Boisko MOSiR |

| Wałbrzych 16 giugno 2019, ore 15:00 | Miners Wałbrzych | 28 – 14 referto | Angels Toruń | Stadion Tysiąclecia w Wałbrzychu |

| Toruń 13 luglio 2019, ore 12:00 | Angels Toruń | 6 – 26 (0-6 0-6 0-14 6-0) referto | Armada Szczecin | Boisko MOSiR |

| Danzica 27 luglio 2019, ore 14:00 | Białe Lwy Gdańsk | 6 – 7 (0-0 0-0 0-0 6-7) referto | Angels Toruń | Stadio di atletica leggera e rugby |

| Toruń 3 agosto 2019, ore 14:00 | Angels Toruń | 40 – 13 (14-0 14-0 6-7 6-6) referto | Jaguars Kąty Wrocławskie | Boisko MOSiR |

| Toruń 17 agosto 2019, ore 14:00 | Angels Toruń | 35 – 0 (14-0 0-0 14-0 7-0) referto | Miners Wałbrzych | Boisko MOSiR |

| Stettino 25 agosto 2019 | Armada Szczecin | 20 – 0 (13-0 0-0 7-0 0-0) referto | Angels Toruń | Boisko MOSiR Szczecin |

| Kąty Wrocławskie 1º settembre 2019 | Jaguars Kąty Wrocławskie | 48 – 41 referto | Angels Toruń | Boisko przy GOKiS Kąty Wrocławskie |

## Statistiche di squadra
| Competizione      | %Vittorie | In casa | In casa | In casa | In casa | In casa | In casa | In trasferta | In trasferta | In trasferta | In trasferta | In trasferta | In trasferta | Totale | Totale | Totale | Totale | Totale | Totale |
| Competizione      | %Vittorie | G       | V       | N       | P       | Pf      | Ps      | G            | V            | N            | P            | Pf           | Ps           | G      | V      | N      | P      | Pf     | Ps     |
| ----------------- | --------- | ------- | ------- | ------- | ------- | ------- | ------- | ------------ | ------------ | ------------ | ------------ | ------------ | ------------ | ------ | ------ | ------ | ------ | ------ | ------ |
| Stagione regolare | .500      | 4       | 3       | 0       | 1       | 119     | 46      | 4            | 1            | 0            | 3            | 62           | 102          | 8      | 4      | 0      | 4      | 181    | 148    |
| Totale            | .500      | 4       | 3       | 0       | 1       | 119     | 46      | 4            | 1            | 0            | 3            | 62           | 102          | 8      | 4      | 0      | 4      | 181    | 148    |